# Чонджу
Чонджу е град в Южна Корея. Административен център е на провинция Чъла-Пукто. Населението на града е 649 500 жители (2010 г.). Средната дневна температура е 13,3 градуса по Целзий. Влажността е 69,4%. Вали средно през 122,2 дни от годината.

## Личности

### Родени
Ким Тейон – член на групата Гърлс Дженерейшън